# Спарго, Джон
Джон Спарго (англ. John Spargo; 31 января 1876 года — 17 августа 1966 года) англо-американский публицист, общественный деятель, социалист, знаток истории и ремесел Вермонта. Спарго наиболее запомнился как ранний биограф Карла Маркса и один из ведущих интеллектуалов, связанных с Социалистической партией Америки в Эру прогрессивизма начала XX века. Позднее отошел от социализма.

## Биография

### Ранние годы
Спарго родился 31 января 1876 года в деревне Лонгдаунс в приходе Ститианс, Корнуолл (Англия). Его родителями были Томас Спарго (1850—1920) и Джейн Хокинг Спарго (1851—1900), девичья фамилия которой была также Спарго. В молодости он учился на каменщика, а позже он стал не посвященным в сан методистским священником. Он интересовался социалистическими взглядами раннего английского марксиста Генри Хиндмана, особенно его книгой «Англия для всех».
Спарго был в значительной степени занимался самообразованием, но в 1894—1895 годах он отучился два курса по программе Оксфордского университета, в том числе изучал труды экономиста Дж. А. Хобсона. Спарго начал работать каменщиком в 1895 году, переехав со своим отцом-алкоголиком в Доки Барри в Южном Уэльсе. Уже через год после переезда Спарго основал там первое отделение Социал-демократической федерации Хиндмена (СДФ) (англ. Social Democratic Federation), был избран президентом Профсоюза и лейбористского совета доков (англ. Barry Trades and Labour Council), редактировал газету Barry Herald и был избран членом Национального исполнительного комитета СДФ.

Как отмечает его биограф: 
 Это был удивительный, стремительный взлёт для необразованного каменщика из Западного Корнуолла, произошедший за несколько лет изучения Спарго марксизма. К концу проживания в Британии 25-летний человек был признан одним из самых многообещающих и энергичных марксистских агитаторов в стране. Во всем этом он руководствовался, вдохновлялся и поддерживался основателем и лидером Социал-демократической федерации Генри Мейерсом Хиндменом, человеком, чья «Англия для всех» сделала его марксистом, и который на всю оставшуюся жизнь Спарго останется ему образцом, наставником и другом. 
 Политические идеи Спарго в этот ранний период представляли собой смесь христианского социализма и марксизма. Он стремился к братству людей, следуя «истинным принципам человека из Гапилеи», но при этом поддерживая науку и убежденность в руководящей роли рабочего класса как движущей силы перемен в обществе.
В январе 1900 года Спарго женился на Пруденс Эдвардс (Prudence Edwards), служащей из Ланкашира, которая разделяла социалистические идеи своего мужа. У пары был единственный сын, названный в честь лидера христиан-социалистов.
В 1900 году Спарго принял участие в некоторых предварительных встречах представителей СДФ, Независимой лейбористской партии, Фабианского общества и различных профсоюзов и кооперативов. Эти собрания привели к учреждению Комитета парламентского представительства лейбористов — предвестника британского лейбористского движения и Лейбористской партии. Эта попытка СДФ объединиться с различными немарксистскими организациями вызвала немедленную реакцию сторонников «жесткой линии» из числа представителей левого крыла, которые выступали за революционные преобразования в противовес постепенным и умеренным парламентским реформам. Подъём левых побудил Хиндмена временно покинуть исполнительный совет СДФ и в некоторой степени оттолкнул Спарго от партии. Вскоре Спарго получил приглашение от частного бюро лекций поехать в США, чтобы провести пару месяцев в поездках по стране, рассказывая о социализме. Молодожены отплыли в Америку и начали новую жизнь.

### Эмиграция в США
Джон и Пруденс Спарго прибыли в Нью-Йорк в феврале 1901 года. Обещание оплатить серию лекций оказалось сильно преувеличенным, и Спарго оказался в очередях за хлебом и сгребал снег с городских тротуаров за 7,5 долларов в неделю, чтобы как-то прокормить семью. В конце концов, ему удалось прочитать несколько лекций о социализме, и Спарго познакомился со многими ведущими радикалами города, в том числе с христианским социалистом Джорджем Херроном, Джобом Харриманом и Элджерноном Ли. Спарго примкнул к независимому крылу Социалистической рабочей партии Америки (СРП), которое возглавляли Генри Слободин и Моррис Хилквит, вскоре вышедшие из партии. Он также начал преподавать в учебном центре СРП в Бруклине и работал помощником в адвокатской конторе Хилквита.
Спарго также взял на себя редактирование нью-йоркского иллюстрированного ежемесячника социалистов The Comrade. Восемь лет семья Спарго жила в маленькой квартире в Нижнем Ист-Сайде Манхэттена, а её глава проводил большую часть времени в поездках по стране с лекциями.
Когда нью-йоркские диссиденты из СРП объединились с Социал-демократической партией Америки во главе с Виктором Л. Бергером и Юджином Дебсом, была учреждена Социалистическая партия Америки, Спарго стал одним из её основателей, хотя и не присутствовал на учредительном съезде в Индианаполисе летом 1901 года.

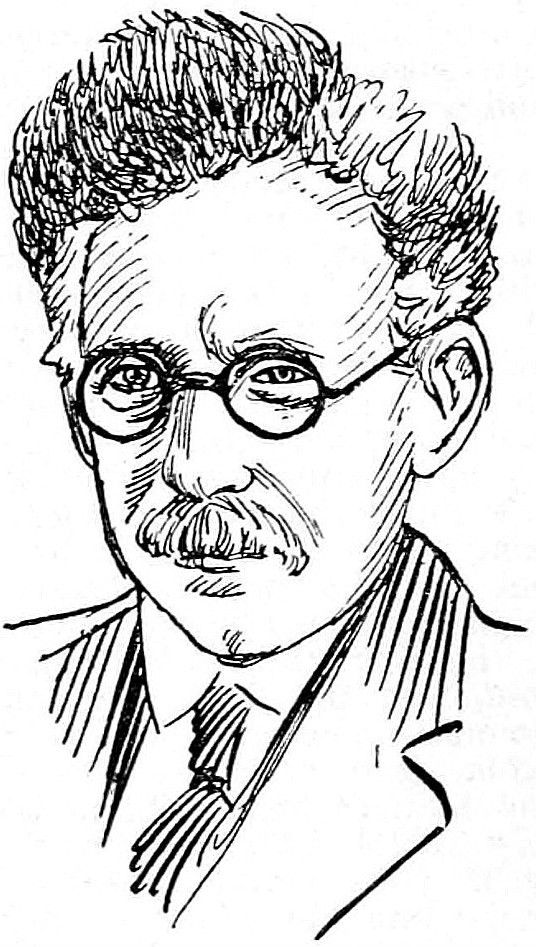
Джон Спарго, 1921

Что касается его поездок в качестве лектора, биограф Спарго отмечал: 
 Было хорошо известно, что во многих своих поездках Спарго развлекался со множеством привлекательных дам и быстро завоевал репутацию не только эффективного организатора-социалиста, но и как знатного ловеласа… В этом не было ничего необычного: интеллектуалы начала XX столетия, которые теснились в нью-йоркских социалистических кругах, имели тенденцию воспринимать свободную любовь как неотъемлемое измерение своей новообретенной эстетики. В случае Спарго, однако, сексуальный разгул приводил к некоторым пикантным ситуациям, и однажды ему пришлось позаимствовать около 200 долларов у Хилквита, чтобы расплатиться с шантажистом, который слишком много знал о каком-то компрометирующем свидании. 
 Спарго оставался редактором The Comrade до апреля 1904 года. В мае того же года он отправился в Чикаго и принял участие во II съезде Социалистической партии в качестве делегата от Нью-Йорка. На съезде Спарго был избран председателем комитета по резолюциям (англ. Committee of Resolutions). Его комитет принял резолюции, осуждающие выплату «непомерных гонораров и зарплат» лекторам-социалистам, и осудил «все пропагандистские организации, не связанные с Социалистической партией, занимающиеся социалистической пропагандой», объявив членство в любой такой организации «достаточной причиной для изгнания» из СПА.
На съезде Спарго также выступил против учреждения общенациональной партийной газеты, требование о чём выдвинули делегаты левых организаций Тихоокеанского побережья, но против чего были умеренные делегаты с северо-востока США, недавно вышедшие из централизованной Социалистической рабочей партии, в которой главенствовал партийный редактор Даниэль ДеЛеон.

Спарго заявил: 
 «Я против общенационального партийного органа, потому что я всё время противостою охоте на еретиков. (Аплодисменты.) Я против общенационального партийного органа, потому что я не буду доверять партийной принципиальности, я не буду доверять партийным интересам, я не буду доверять партийной вере, когда оцениваю какого-либо человека, каким бы великим он ни был. (Аплодисменты.) Если редактор „Обращения к разуму“ Уэйленд допускает ошибку, Социалистическая партия должна твердо стоять на своем, но если кто-то, кто в настоящее время объявлен непогрешимым литературным патриархом движения, совершает ошибку, эта ошибка лежит на всей Социалистической партии. (Аплодисменты.)» 
 Позиция Спарго на съезде Социалистической партии 1904 года была поддержана, и только в 1914 году партия наконец учредила еженедельную газету.
В марте 1904 года первая жена Спарго, Пруденс, умерла от туберкулеза. Через год и 10 дней он женился на Амелии Роуз Беннеттс (Amelia Rose Bennetts), нью-йоркской социалистке родом из Великобритании, которая работала на ковровой фабрике. Пара поселилась в Йонкерсе, штат Нью-Йорк; у них было двое детей: дочь Мэри и сын по имени Джон младший (умерший в детстве).
Спарго был избран в Национальный комитет Социалистической партии (1905) и в Национальный исполнительный комитет (1909). Как отмечает его биограф, в этот период Спарго начал мягче относиться к правым реформистам внутри партии, отказавшись от тактики агитации среди бастующих рабочих в пользу создания социалистических учебных заведений для среднего класса. Спарго сыграл важную роль в учреждении Школы общественных наук Рэнд (англ. Rand School of Social Science), убедив Джорджа Д. Херрона и его жену Кэрри Рэнд Херрон вложить в новый институт значительные средства. Спарго также участвовал в учреждении Межуниверситеткого социалистического общества (англ. Intercollegiate Socialist Society (ISS)), организации, которая создавала надпартийные социалистические исследовательские группы в студенческих городках и финансировала дебаты и лекции на социалистическую тематику. С 1916 по 1919 год Спарго сам работал в Обществе.
Джон Спарго написал ряд страстных, глубоких книг, материалы которых были подкреплены исследованиями: «Горький плач детей» (The Bitter Cry of the Children; 1905), «Недоедающие школьники» (Underfed School Children; 1906) и «Здравый смысл вопроса о молоке» (The Common Sense of the Milk Question; 1908). Они касались таких острых тем, как детский труд на английских и американских фабриках. В них поддерживалась идея бесплатного питания детей из малоимущих семей на том основании, что бессмысленно учить детей отвлекаться от голода (эта идея была успешно реализована в США во время Второй мировой войны).
В 1908 году Спарго написал объемную академическую биографию Карла Маркса — его книга была признана лучшей из биографий классика, опубликованных в то время на английском языке.

В том же году Спарго был избран делегатом Национального съезда Социалистической партии, вновь прошедшего в Чикаго (1908). Съезд переизбрал Спарго на должность председателя Комитета по резолюциям. Спарго оказал большое влияние на провал резолюции, выдвинутой большинством Комитета, которая призывала к запрету на въезд азиатских рабочих в США. Противостояние этой резолюции было основано на принципе автономии местных партийных органов в штатах, а не на идеях интернационализма и социального равенства рас: 
 «Товарищи, прошу вас проголосовать за то, что мы — партия рабочего класса, что нашу партию должны направлять экономические интересы рабочего класса, что мы оставляем за собой право штатам решать самим, есть ли у них проблемы с азиатами. Они могут решать это на основе автономии штатов, и, прежде всего, я прошу вас признать, что проблема иммиграции — это большая проблема, сложная проблема …» 

### Фракционная политика

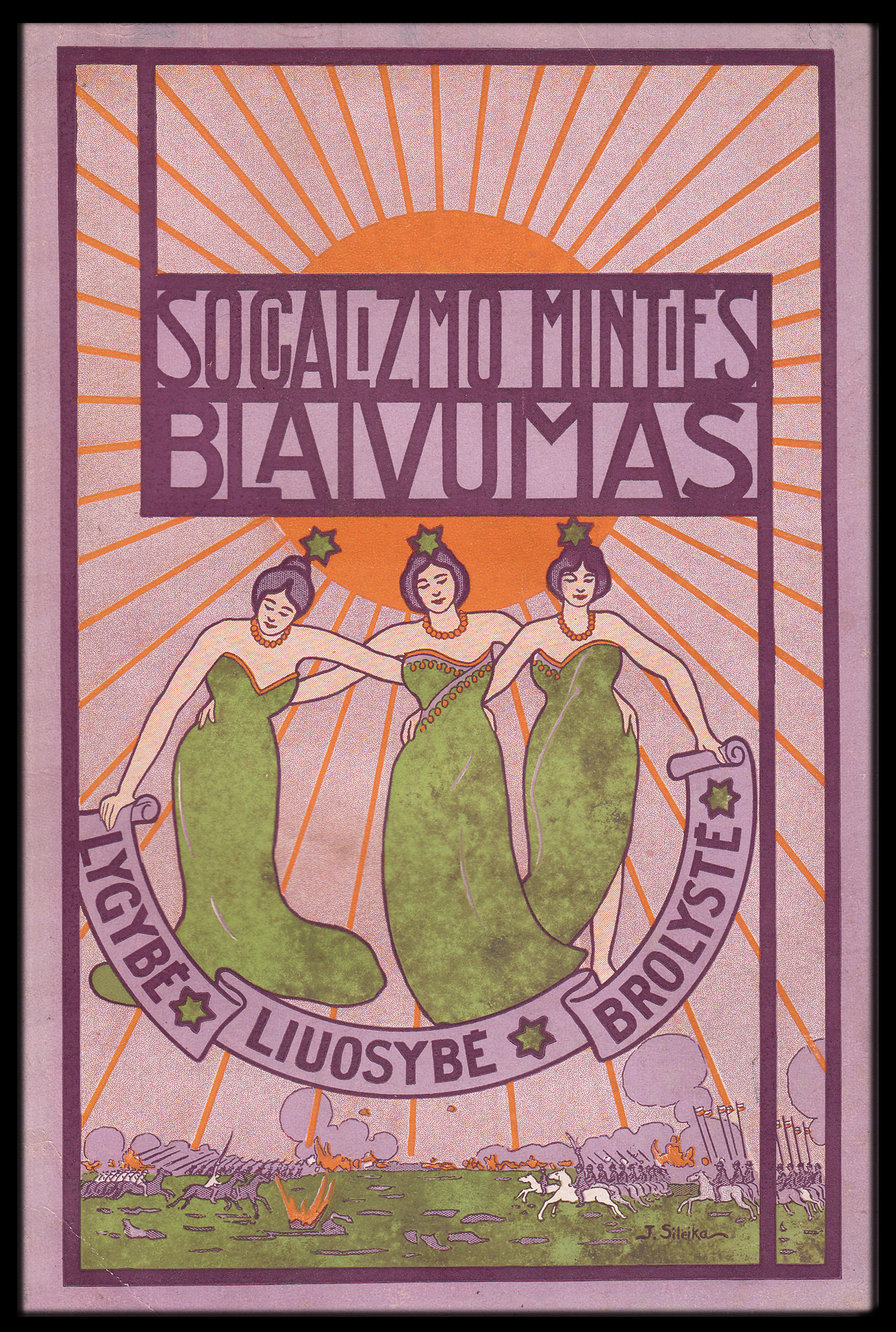
Обложка книги Спарго «Здравый смысл социализма», опубликованной Литовской социалистической федерацией в составе Социалистической партии Америки (1916).

В период с 1909 по 1914 год Спарго продолжил переосмысление постулатов социалистической теории и практики и стал лидером правого крыла Социалистической партии.
Тогда же у него был диагностирован сердечный недуг, и он страдал лёгочной инфекцией, которая унесла жизнь его младшего сына, поэтому Спаргос переехал в новый дом в Олд-Беннингтоне на юго-востоке штата Вермонт. Там Спарго сумел оправиться от болезни и вскоре вернулся к чтению лекций.
Спарго в числе 24 делегатов Социалистической партии (наряду с Индустриальными рабочими мира (ИРМ) «Большого Билла» Хейвуда) участвовал в Международном социалистическом конгрессе в Копенгагене (28 августа—3 сентября 1910 года). На Конгрессе обсуждались вопросы, касающиеся международных связей между социалистическими партиями, профсоюзного движения, разоружения и развития законодательства о труде в разных странах.

Спарго был яростным противником синдикализма, отчасти охватившего Социалистическую партию. Он решительно поддерживал устоявшийся подход разделения профсоюзов по профессиональной направленности, установленный Американской федерацией труда в противовес профсоюзному радикализму Индустриальных рабочих мира. Главное «сражение» между доминирующей правоцентристской коалицией и просиндикалистским левым крылом произошло в 1912 году. Как отмечает биограф Спарго: 
 «Повсеместно фракционная борьба была чем-то большим, чем борьба за власть. Для Спарго и его коллег в правом крыле за этим стоял более широкий вопрос о том, куда и как направлено социалистическое движение, то есть о том, должны ли его возглавлять те, кто обучен теоретическому толкованию и историческому изучению марксизма, или те, кто отказались от такого толкования и изучения в пользу прямых и решительных действий.» 
 Кульминацией стали дискуссии на Национальном съезде Социалистической партии в 1912 году, на котором Спарго снова был делегатом от Нью-Йорка и избранным председателем Комитета по резолюциям. Речь шла о формулировке поправки к статье 6, разд. 6 устава, которая предусматривала «исключение из партии любого члена партии, который выступает против политических акций или отстаивает преступления, саботаж или другие методы насилия как оружие рабочего класса, способствующее его освобождению ….» Особенно яростной была перепалка с Виктором Бергером из Висконсина, который изложил это положение в наиболее радикальной форме.
Спарго сыграл ведущую роль в чистке левого крыла партии и атаковал синдикализм ИРМ и их сторонников, опубликовав в 1913 году книгу «Синдикализм, индустриальный унионизм и социализм» (англ. Syndicalism, Industrial Unionism and Socialism). Спарго заявил, что тактика поощрения саботажа со стороны ИРМ может подрывать честь, мужество и чувство собственного достоинства рабочего класса, в результате чего будут утрачены духовные идеалы социализма. Он считал, что «форма организации ИРМ, которая лишает автономии местные отделения профсоюзов и централизует власть в руках органов управления, в действительности предполагает идеал правления бюрократов в будущем обществе». Для Спарго идеал «одного большого профсоюза» на практике означал «авторитаризм и бюрократию» и «создание деспотического промышленного государства вместо государства политического».
В то время как многие приверженцы синдикалистских и революционных идеалов в левом крыле СПА вышли из партии после своего поражения на Национальном съезде 1912 года и исключения «Большого Билла» Хейвуда из Национального исполкома партии, внутри партии сохранялось сильное радикальное течение, недовольное парламентаризмом и умеренностью большинства. Летом 1914 года возникла проблема, которая отодвинула в сторону эти противоречия — в Европе началась Первая мировая война .
1912 год также отмечен единственной попыткой Спарго баллотироваться в качестве кандидата от Социалистической партии в Конгресс США (по 1-му округу Конгресса в штате Вермонт). Спарго получил 456 голосов, а победитель — более 3000 голосов.

### Первая мировая война. Послевоенный период.
На Национальном съезде Социалистической партии 1917 года Спарго стал автором резолюции меньшинства в Комитете по войне и милитаризму (англ. Committee on War and Militarism), призывавшей американцев поддержать военные усилия Антанты как наименее обременительную альтернативу социалистическому движению. Это предложение встретило решительный отпор и получило поддержку только 5 делегатов; большинство же проголосовало за т. н. «сентлуисскую резолюцию» (англ. St. Louis Resolution), содержавшую призыв к активному противодействию вступлению США в войну. Не найдя поддержку, Спарго решительно вышел из партии: 30 мая 1917 года он подал в отставку со своего поста в Национальном исполкоме, а через три дня прекратил членство в партии.
Спарго писал своему бывшему товарищу по партии Моррису Хилквиту, соавтору «сентлуисской резолюции», что его выход из партии «вероятно, означает конец практически всего. В отсутствие какой-либо другой социалистической организации, в которой я мог бы работать, я, вероятно, буду посвящать себя исключительно своим личным делам и оставлю политическую борьбу в покое».
Однако Спарго не ушел из политики, решив вместо этого активно сотрудничать с администрацией Вудро Вильсона в её усилиях по вступлению в войну. В сентябре 1917 года он создал финанисируемую правительством и выступавшую за вступление США в войну профсоюзную организацию — Американский альянс за труд и демократию (англ. American Alliance for Labor and Democracy) — в руководстве которой он впоследствии участвовал наряду с Сэмюэлом Гомперсом из Американской федерацией труда. Спарго также вступил в милитаристскую Социал-демократическую лигу Америки (СДЛ) (англ. Social Democratic League of America; SDL), возникшую благодаря уважаемому социалистическому еженедельнику Appeal to Reason, переименованному в The New Appeal, и стал её первым председателем.
Спарго задумал СДЛ как организацию, подобную Независимой лейбористской партии в Великобритании, и стремился вовлечь её в более широкую милитаристскую организацию, аналогичную Лейбористской партии. Спарго сам и создал такую организацию, Национальную партию (англ. National Party), войдя в состав её исполкома. Национальная партия распалась после неутешительных результатов на выборах 1918 года.
Спарго был в числе инициаторов распространения деятельности Американской администрации помощи (АРА) на Россию. По идее Спарго, в случае подключения к деятельности АРА российских граждан, не связанных с большевиками, она смогла бы «стать наиболее важной организацией, функционирующей в России, в которую вполне естественно будут обращаться люди». Спарго считал, что подобная организация могла бы стать со временем ядром новой российской власти.
К середине 1920-х годов Спарго отошел от левой политики, развивая свои собственные теории того, что он называл «социализированным индивидуализмом» (англ. socialized individualism). Он стал членом Республиканской партии, поддержал Калвина Кулиджа на выборах 1924 года и рассматривался в качестве кандидата на пост министра труда США в администрации Герберта Гувера. Его биограф охарактеризовал эти изменения «марксистского социалиста, который стал голдуотерским республиканцем и американским антикоммунистом».
В эти годы Спарго сформировал и свое отношение к «стране социализма» — СССР, став её активным противником. На протяжении многих лет он оказывал заметное влияние на формирование внешнеполитического курса США, консультируя по вопросам, связанным с Советской Россией и позднее СССР президентов Вильсона, У. Г. Гардинга, Кулиджа и Гувера.
Спарго получил должность директора-куратора Исторического музея штата Вермонт в Беннингтоне и написал несколько книг по керамике (он был признанным специалистом по этому виду искусства).
Он провел генеалогическое исследование и написал брошюру об истории своей фамилии. Spargo — это название местности у церкви Мейб в приходе Мейб. Он считал, что название местности и фамилии существует с 400 года н. э, то есть появилось примерно за 400 лет до прихода христианской церкви.

## Труды

### Социалистический период
- Forces That Make For Socialism in America. Chicago: Charles H. Kerr, 1905.
- The Bitter Cry of the Children. New York: Macmillan, 1906.
- Underfed School Children: The Problem and the Remedy. Chicago: Charles H. Kerr, 1906.
- Socialism: A Summary and Interpretation of Socialist Principles. New York: Macmillan, 1906.
- The Socialists: Who They Are and What they Stand For. Chicago: Charles H. Kerr, 1906.
- Capitalist and Laborer: An Open Letter to Professor Goldwin Smith, DCL, in Reply to his «Capital and Labor»; and Modern Socialism: A Lecture Delivered and the New York School of Philanthropy. Chicago: Charles H. Kerr, 1907.
- "Leon Dabo, Poet in Color, " The Craftsman, December 1907.
- The Socialism of William Morris. Westwood, Massachusetts: Ariel Press, 1908.
- The Common Sense of Socialism: A Series of Letters Addressed to Jonathan Edwards, of Pittsburg. Chicago: Charles H. Kerr, 1908.
- The Common Sense of the Milk Question. New York: Macmillan, 1908.
- The Spiritual Significance of Modern Socialism. New York: B.W. Huebsch, 1908.
- Where We Stand: A Lecture Originally Delivered Under the Title, «Our Position: Economic, Ethical and Political». Chicago: Charles H. Kerr, n.d. [1908].
- Karl Marx: His Life and Work. New York: B.W. Huebsch, 1908.
- The Substance of Socialism. New York: B.W. Huebsch, 1909.
- The Marx He Knew. Chicago: Charles H. Kerr, 1909.
- The Socialists: Who They Are and What They Stand For. Chicago: Charles H. Kerr, 1910.
- Sidelights on Contemporary Socialism. New York: B.W. Huebsch, 1911.
- Elements of Socialism: A Text-Book. (with George Arner) New York: Macmillan, 1912.
- Applied Socialism: A Study of the Application of Socialistic Principles to the State. New York: B.W. Huebsch, 1912.
- Syndicalism, Industrial Unionism and Socialism. New York: B.W. Huebsch, 1913.
- Socialism and Motherhood. New York: B.W. Huebsch, 1914.
- Marxian Socialism and Religion: A Study of the Relation of the Marxian Theories to the Fundamental Principles of Religion. New York: B.W. Huebsch, 1915.

### Социал-демократический период
- Our Aims in the War: An Address Delivered by John Spargo at Minneapolis, Minn., September 5, 1917 under the Auspices of the American Alliance for Labor and Democracy. New York: American Alliance for Labor and Democracy, 1917.
- America’s Democratic Opportunities: An Address Delivered before the City Club of Cleveland, October 6th, 1917: Being the First Public Exposition of the Principles of the National Party. Cleveland, OH: City Club of Cleveland, 1917.
- Social Democracy Explained: Theories and Tactics of Modern Socialism. New York: Harper, 1918.
- Americanism and Social Democracy. New York: Harper, 1918.
- «Russia and the World Problem of the Jew». New York: Harper’s Monthly Magazine, 817 (June, 1918): 65.
- Bolshevism: The Enemy of Political and Industrial Democracy. New York: Harper, 1919.
- The Psychology of Bolshevism. New York: Harper and Brothers, 1919.
- «The Greatest Failure in All History»: A Critical Examination Of The Actual Workings Of Bolshevism In Russia. New York: Harper, 1920.
- Russia as an American Problem. New York: Harper, 1920.
- The Jew and American Ideals. New York: Harper, 1921.
- The Problem of Trading with Soviet Russia. n.c.: n.p., 1921.

### Пострадикализм
- Anthony Haswell: Printer — Patriot — Ballader: A Biographical Study with a Selection of his Ballads and an Annotated Bibliographical List of his Imprints. Rutland, VT: The Tuttle Co., 1925.
- Ethan Allen at Ticonderoga: An Address Delivered By Spargo At Castleton, Vermont May 9, 1925 At The 150th Anniversary Of The Green Mountain Boys Under Ethan Allen And Their Departure For Ticonderoga. (city, publisher, date?)
- Early American Pottery and China. Garden City, NY: The Century Co., 1926.
- Potters And Potteries of Bennington. Boston: Houghton Mifflin Company/Antiques Incorporated, 1926.
- The Stars and Stripes in 1777: An Account of the Birth of the Flag and its First Baptism of Victorious Fire. Bennington, VT: Bennington Battle Monument and Historical Association, 1928.
- The True Story of Capt. David Mathews and His State Line House: Being the Vindication of the Memory of a Revolutionary Patriot & the Exposure of Fantastic Legends Concerning the House He Built. Bennington, VT: Bennington Historical Museum Publications, 1930.
- Republicans Must Choose. New York: Review of Reviews, 1936.
- Iron mining and smelting in Bennington, Vermont 1786—1842. Bennington, VT: Bennington Battle Monument and Historical Association, 1938.
- The A.B.C. of Bennington Pottery Wares, a Manual for Collectors and Dealers. Bennington, VT: Bennington Historical Museum, 1938.
- The Rise and Progress of Freemasonry in Vermont, the Green Mountain State, 1765—1944. Written for the Sesqui-centennial Anniversary Celebration of the Grand Lodge of Vermont, June 13-15, 1944. Burlington, VT: Grand Lodge of Vermont/Lane Press, 1944.
- The Return of Russell Colvin. Bennington, VT: Bennington Historical Museum and Art Gallery, 1945.
- Amabimus, amamus, amabimus. In memory of John Spargo, Jr., December 20, 1919—October 10, 1945. Bennington, VT: John Spargo, 1946.
- Verses Grave and Gay. Bennington, VT: John Spargo, 1946.
- An Illustrated Descriptive Sketch of Bennington Battle Monument, With an Account of Bennington Battle, August 16, 1777. Bennington, VT: Bennington Battle Monument and Historical Association, 1947.
- Two Bennington-Born Explorers and Makers of Modern Canada. Bradford, VT: Green Mountain Press, 1950.
- Faith and Fun at Sunset. Bennington, VT: John Spargo, 1951.
- Covered Wooden Bridges of Bennington County — Historical and Descriptive Account. Bennington, VT: Bennington Historical Museum and Art Gallery, 1953.
- The Old First Church of Bennington. Bennington, VT: Broad Brook Press, n.d. [1950s].
- The Reminiscences of John Spargo. [microfilm] n.c., n.p., 1957. OCLC 1458902.